# Monomma rugosicolle
Monomma rugosicolle là một loài bọ cánh cứng trong họ Zopheridae. Loài này được Freude miêu tả khoa học năm 1962.